# 29 Golden Bullets
29 Golden Bullets è una raccolta del gruppo musicale tedesco Bonfire, pubblicata nel 2001.

## Tracce

### CD 1
1. Sweet Obsession – 3:08 (Jack Ponti, Joe Lynn Turner, Claus Lessmann, Hans Ziller, Horst Maier-Thorn, Joerg Deisinger)
2. Under Blue Skies (Edit) – 5:09 (Lessmann, Ziller)
3. Daytona Nights – 3:52 (Lessmann, Ziller, Uwe Köhler, Chris Lausmann, Jürgen Wiehler)
4. Hard on Me – 3:08 (Ponti, Seth Swirsky, Angel Schleifer, Lessmann, Ziller, Deisinger, Edgar Patrik)
5. Proud of My Country – 4:24 (Lessmann, Ziller)
6. Until the Last Goodbye (Edit) – 4:06 (Lessmann, Ziller)
7. Too Much Hollywood – 4:39 (Lessmann, Ziller)
8. Give It a Try – 4:30 (Lessmann, Ziller, Maier-Thorn, Deisinger)
9. You Make Me Feel – 4:43 (Ziller, Lessmann)
10. Sword and Stone – 3:56 (Desmond Child, Paul Stanley, Bruce Kulick)
11. Down to Atlanta – 4:03 (Lessmann, Ziller)
12. Sleeping All Alone (Video Version) – 4:39 (Ponti, Turner, Lessmann, Ziller, Maier-Thorn, Deisinger, Thomson Barbeo)
13. Tony's Roulette – 4:39 (Ziller, Lessmann)
14. Rock 'n' Roll Cowboy – 5:02 (Lessmann, Ziller)

### CD 2
1. Sweet Home Alabama (Edit) – 4:25 (Ed King, Ronnie Van Zant, Gary Rossington)
2. American Nights – 3:33 (Lessmann, Ziller, Maier-Thorn, Marc Ribler)
3. Damn You – 4:22 (Lessmann, Ziller, Lausmann)
4. The Stroke – 4:25 (Billy Squier)
5. Strike Back – 4:55 (Lessmann, Ziller)
6. Who's Foolin' Who (Remix) – 3:03 (Ribler, Schleifer, Lessmann, Ziller, Michael Wagener)
7. Goodnight Amanda (Edit) – 3:52 (Lessmann, Ziller)
8. S.D.I. (Remix) – 4:13 (Lessmann, Ziller, Maier-Thorn, Wagener)
9. Heat in the Glow – 3:36 (Lessmann, Ziller)
10. Back to You (Remix) – 3:47 (Lessmann, Ziller, Lausmann)
11. Ready 4 Reaction – 3:44 (Lessmann, Ziller, Maier-Thorn, Deisinger)
12. Wild Dixie – 2:59 (Dan Emmett, Lessmann, Ziller)
13. I Need You (Edit) – 3:37 (Lessmann, Ziller)
14. Because It's Christmas Time – 4:01 (Lessmann, Ziller)
15. Take Me by the Hand – 4:00 (Lessmann, Ziller, Maier-Thorn, Deisinger)